# Villa Verguin
La villa Verguin est une maison remarquable de l'île de La Réunion, département et région d'outre-mer français dans le sud-ouest de l'océan Indien. Située au 31, rue Rhin et Danube, à Saint-Paul, elle est inscrite à l'inventaire supplémentaire des Monuments historiques depuis le 8 décembre 1988. Cette inscription recouvre les deux pavillons d'angle ainsi que les dépendances, la cour, le dallage de l'allée, mais aussi la grille de clôture et son barreau,.